# К1801ВМ1

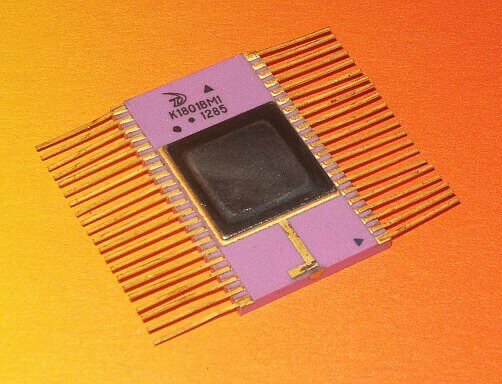
Микропроцессор К1801ВМ1 в керамическом корпусе (производитель - завод "Ангстрем")

К1801ВМ1 — однокристальный 16-разрядный микропроцессор (ОМП).
Предназначен для обработки цифровой информации в системах управления техпроцессами в контрольно-измерительной аппаратуре и системах связи, а также решения в составе ЭВМ инженерно-технических и экономических задач. Система команд К1801ВМ1 весьма близка к архитектуре PDP-11 и в большинстве случаев совместима с ней, но не является её точной копией.

## Состав микросхемы

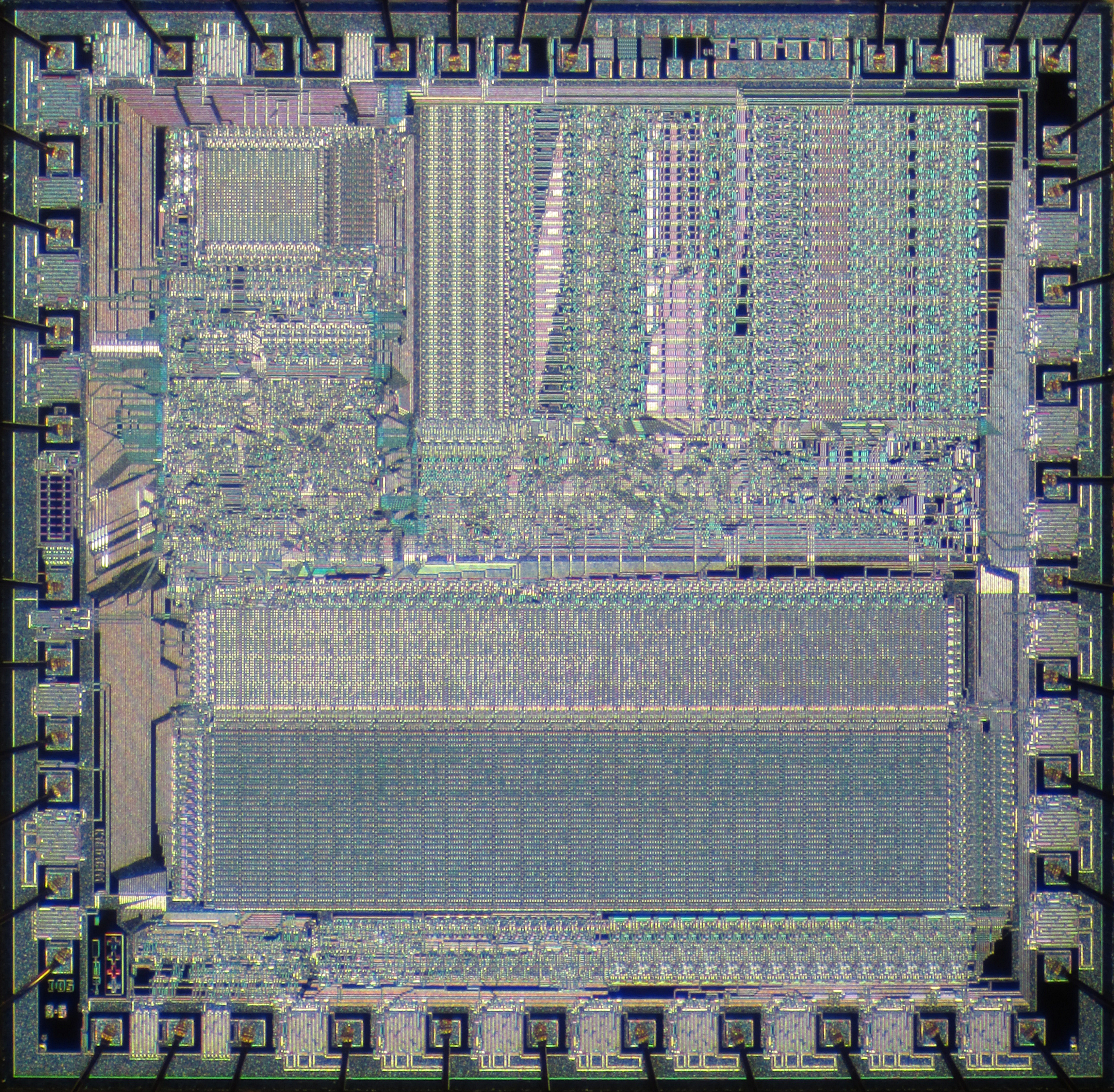
Снимок кристалла К1801ВМ1

В состав микросхемы входят следующие основные функциональные блоки:
- 16-разрядный операционный блок, выполняющий операции формирования адресов команд и операндов, логические и арифметические, хранения операндов и результатов.
- Блок микропрограммного управления, вырабатывающий последовательность микрокоманд на основе кода принятой команды. В нём закодирован полный набор микрокоманд для всех типов команд.
- Блок прерываний, организующий приоритетную систему прерываний ОМП. Выполняет приём и предварительную обработку внешних и внутренних запросов на прерывание вычислительного процесса.
- Интерфейсный блок, выполняющий обмены информацией между ОМП и устройствами, расположенными на системной магистрали. Осуществляет арбитраж при операциях прямого доступа к памяти. В интерфейсном блоке формируется последовательность управляющих сигналов системной магистрали.
- Блок системной магистрали, связывающей внутреннюю магистраль ОМП с внешней. В нём производится управление усилителями приёма и выдачи информации на совмещённые выводы адресов и данных.
- Схема тактирования, обеспечивающая синхронизацию внутренних блоков.

См. Раздел: Структурная схема

## Основные параметры
| Разрядность                                                                                           | 16 двоичных разрядов |
| Представление чисел                                                                                   | дополнительный код с фиксированной запятой                                                                                               |
| Система команд                                                                                        | безадресная, одноадресная, двухадресная                                                                                                  |
| Виды адресации                                                                                        | регистровая, косвенно—регистровая, автоникрементная, косвенно-автоникрементная, косвенно-автодекрементная, индексная, косвенно-индексная |
| Число регистров общего назначения                                                                     | 8 |
| Число линий запросов на прерывания                                                                    | 4 |
| Системная магистраль                                                                                  | МПИ с совмещёнными шинами для передачи адреса и данных                                                                                   |
| Адресное пространство                                                                                 | 64К байт |
| Тактовая частота                                                                                      | до 5 МГц |
| Максимальное быстродействие выполнения команд сложения в составе ЭВМ при регистровом методе адресации | до 500 тыс. операций/с |
| Потребляемая мощность                                                                                 | до 1,2 Вт |

## Назначение выводов[2]
| Вывод       | Обозначение | Тип вывода | Функциональное назначение выводов                                                   |
| ----------- | ----------- | ---------- | ----------------------------------------------------------------------------------- |
| 1           | CLC         | Вход       | Синхронизация                                                                       |
| 2           | SACK        | Вход/выход | Подтверждение захвата ПДП                                                           |
| 3           | DMGI        | Вход       | Вход предоставления ПДП                                                             |
| 4           | DMGO        | Выход      | Выход предоставления ПДП                                                            |
| 5           | DMR         | Вход       | Требование ПДП                                                                      |
| 6           | SP          | Вход       | Недокументированная функция — внешний источник частоты для таймера. Соединить с +5V |
| 7           | SEL1        | Выход      | Выборка первого регистра ввода-вывода                                               |
| 8           | SEL2        | Выход      | Выборка второго регистра ввода-вывода                                               |
| 9-20, 22-25 | AD0-AD15    | Вход/Выход | Разряды адреса данных                                                               |
| 21          | GND         | -          | Общий                                                                               |
| 26          | PA1         | Вход       | Номер процессора                                                                    |
| 27          | PA0         | Вход       | Номер процессора                                                                    |
| 28          | BSY         | Выход      | Сигнал занятости канала                                                             |
| 29          | DCLO        | Вход       | Авария источника питания                                                            |
| 30          | ACLO        | Вход       | Авария сетевого питания                                                             |
| 31          | IRQ1        | Вход       | Первый запрос радиального прерывания «Пульт»                                        |
| 32          | IRQ2        | Вход       | Второй запрос радиального прерывания (вектор 100)                                   |
| 33          | IRQ3        | Вход       | Третий запрос радиального прерывания (вектор 270)                                   |
| 34          | INIT        | Вход/Выход | Установка исходного состояния                                                       |
| 35          | VIRQ        | Вход       | Требование векторного прерывания                                                    |
| 36          | IAKO        | Выход      | Предоставление прерывания                                                           |
| 37          | DOUT        | Выход      | Вывод данных (запись данных)                                                        |
| 38          | DIN         | Выход      | Ввод данных (чтение данных)                                                         |
| 39          | RPLY        | Вход/Выход | Синхронизация пассивного устройства (ответ)                                         |
| 40          | WTBT        | Выход      | Вывод байта (запись/байт)                                                           |
| 41          | SYNC        | Выход      | Синхронизация активного устройства (обмен)                                          |
| 42          | Ucc         | -          | Напряжение Питания                                                                  |

## Структурная схема
```
    1          34        30    29    35    31    32    33
    |           |         |     |     |     |     |     |
 CLC|           |     ACLO| DCLO| VIRQ| IRQ1| IRQ2| IRQ3|
    |       INIT|         |     |     |     |     |     |
   \|/          |        \|/   \|/   \|/   \|/   \|/   \|/
    |          \|/        |     |     |     |     |     |
|___|___|      /|\      |_|_____|_____|_____|_____|_____|_|
|схема  |       |       |              Блок               |
|
такти-
 |       |       |           
Прерываний
            |
|
рования
|       |       |_______________|_________________|
|___|___|       |                       |
    |           |                      /|\
   /|\          |                       |
    |           |                       |
    |___________________________________|____________________________________
                        |                    |          |           |
                |      \|/                  \|/         |          \|/
                |       |                    |          |           |
       |________|_______|________|  |________|________| |    |______|_____|
       | Блок 
микропрограммного
  |  |  
Операционный
   | |    |            | IAKO
       |       управления        |  |      
Блок
       | |    |            -->>>--36
       |___________|_____________|  |________|________| |    |            |
                   |                         |          |    |            | SP
                  \|/                       \|/         |    |            --<<<--27
                  /|\                       /|\         |    |            |
                   |                         |          |    |            | SP
                   |____________|____________|          |    |            -->>>--26
                                |                       |    |            |
                               \|/                      |    |            | RPLY
                                |                       |    |            --<<<--39
                  |_____________|_____________|         |    |            |
                  |                           |         |    |            | SYNC
                  |          
Системная
        ----<<<---|    |            -->>>--41
                  |          
магистраль
       |              |            |
                  |                           ----<<<---------            | DOUT
                  |_|_______|_______|_______|_|              | бЛОК       -->>>--37
                    |       |       |       |                | управления |
                   \|/     \|/     \|/     \|/               | системной  | DIN
                   /|\     /|\     /|\     /|\               | магистралью-->>>--38
                    |       |       |       |                | и          |
                 AD0|   AD11|   AD12|   AD15|                | 
регистрами
 | WTBT
                    |-------|       |-------|                | ввода\     -->>>--40
                    |       |       |       |                | вывода     |
                                                             |            | DMR
                                                             |            --<<<--5
                                                             |            |
                                                             |            | SACK
                                                             |            --<<<--2
                                                             |            |
                                                             |            | DMGO
                                                             |            -->>>--4
                                                             |            |
                                                             |            | SP
                                                             |            --<<<--3
                                                             |            |
                                                             |            | SEL1
                                                             |            -->>>--7
                                                             |            |
                                                             |            | SEL2
                                                             |            -->>>--8
                                                             |            |
                                                             |            | BSY
                                                             |            -->>>--28
                                                             |____________|
```

## Команды
Код команды указан восьмеричным числом. Именно такой вид удобен для наглядного восприятия команд данного процессора.
| Обозначение команды | Код команды   | Команда |
| --- | ------------- | --- |
| HALT | 000000        | Остановка |
| WAIT | 000001        | Ожидание |
| RTI | 000002        | Возврат из прерывания |
| BPT | 000003        | Командное прерывание для отладки |
| IOT | 000004        | Командное прерывание для ввода-вывода |
| RESET | 000005        | Сброс внешних устройств |
| RTT | 000006        | Возврат из прерывания |
| JMP | 0001DD        | Безусловный переход по абсолютному адресу, закодированному в DD. Например последовательность 000137 JMP @#7000 007000 указывает процессору взять адрес из ячейки, следующей за командой перехода, и перейти по указанному адресу (в данном случае это восьмеричный адрес 7000). |
| RTS | 00020R        | Возврат из подпрограммы |
| JSR | 004RDD        | Обращение к подпрограмме |
| EMT | 104000-104377 | Командное прерывание для системных программ. Например, EMT 16 имеет код 104016. Для всех EMT-команд прерывание имеет один и тот же вектор, по адресу которого должна находиться подпрограмма, выделяющая номер (в нашем примере это 16) из команды и находящая по зашитой в ПЗУ таблице адрес подпрограммы, обслуживающей конкретную EMT-команду. |
| TRAP | 104400-104777 | Командное прерывание. Например, TRAP 4 имеет код 104404. Для всех TRAP-команд прерывание имеет один и тот же вектор, по адресу которого должна находиться подпрограмма, выделяющая номер (в нашем примере это 4) из команды и находящая по зашитой в ПЗУ таблице адрес подпрограммы, обслуживающей конкретную TRAP-команду. Никакой принципиальной разницы между EMT и TRAP нет. Принято команду ЕМТ использовать в системных программах (для компьютера БК — это монитор и система диагностики), а команду TRAP — в программах пользователя. |
| NOP | 000240        | (10100000) Нет операции |
| CLC | 000241        | (10100001) Очистка флага С (carry = перенос) |
| CLV | 000242        | (10100010) Очистка флага V (oVerflow = переполнение) |
| CLZ | 000244        | (10100100) Очистка флага Z (zero = ноль) |
| CLN | 000250        | (10101000) Очистка флага N (negative = отрицательное значение) |
| CCC | 000257        | (10101111) Очистка всех разрядов |
| SEC | 000261        | (10110001) Установка флага C (carry = перенос) |
| SEV | 000262        | (10110010) Установка флага V (oVerflow = переполнение) |
| SEZ | 000264        | (10110100) Установка флага Z (zero = ноль) |
| SEN | 000270        | (10111000) Установка флага N (negative = отрицательное значение) |
| SCC | 000277        | (10111111) Установка всех разрядов |
| Фактически вышеприведённые команды с кодами от 240 до 277 представляют собой единственную команду изменения флагов в слове состояния процессора, в двоичном виде записываемую как 101PNZVC, где 101xxxxx — код команды, P — состояние, в которое должны быть переведены флаги (0 или 1), и N,Z,V,C — маска, указывающая, какие из флагов должны быть затронуты операцией (1) или проигнорированы (0). Так, команда с кодом 263 (10110011) установит в 1 одновременно флаги C и V. Таким образом, команда с мнемоникой NOP и кодом 240 является частным случаем данной команды и содержит маску флагов, согласно которой ни один из них не должен измениться. Соответственно, к такому же эффекту приводит и команда с кодом 260 (10110000) |               | |
| SWAB | 0003DD        | Перестановка местами старшего и младшего байтов в 16-разрядном слове, на которое указывает значение DD. |
| BR | 000400        | Безусловный переход по смещению относительно ячейки, следующей за командой. Например, код 000400 означает переход на ячейку, следующую за командой BR, код 000401 — перепрыгнуть через одну 16-разрядную ячейку, 000402 — через две и т. д. Строго говоря, эту команду и все команды перехода по смещению, лучше рассматривать в двоичном или шестнадцатиричном виде. Тогда она будет иметь вид 1NNNNNNNN(bin) или 1NN(hex), где N — значение смещения. То есть команда записывается в старшем байте слова, а смещение — в младшем. Отрицательные значения смещения записываются в дополнительном коде. Это значит, что смещение −1 будет закодировано как FF (hex), и команда будет иметь вид 1FF (hex) или, что то же самое, 777 (oct). При коде 777 будет произведён переход на одну 16-разрядную ячейку назад, то есть на саму команду BR, и произойдёт зацикливание. При коде 776 — на 2 ячейки назад, 775 — на три. и т. д. |
| BNE | 001000        | Переход по смещению, если не равно. Код команды — 2NN (hex) — см. описание команды BR. Переход срабатывает, если флаг Z процессора равен 0. Адрес Команда Текст программы на ассемблере 1000: 020104 CMP R1,R4 1002: 001001 BNE MET 1004: 010102 MOV R1,R2 1006: 010103 MET: MOV R1,R3 Здесь команда сравнения CMP производит сравнение содержимого регистров общего назначения R1 и R4 и устанавливает флаги процессора C, V, Z, N согласно результатам сравнения, а команда BNE осуществляет переход на +1 шестнадцатиразрядное слово вперёд, если флаг Z=0. |
| CLR(B) | *050DD        | Очистка битов слова, на которое указывает DD. Команда 0050DD имеет мнемонику CLR, а 1050DD мнемонику CLRB. |
| COM(B) | *051DD        | Инвертирование битов слова, на которое указывает DD. |
| INC(B) | *052DD        | Прибавление 1 в слове, на которое указывает DD. |
| DEC(B) | *053DD        | Вычитание 1 из слова, на которое указывает DD. |
| NEG(B) | *054DD        | Изменение знака |
| ADC(B) | *055DD        | Прибавление переноса |
| SBC(B) | *056DD        | Вычитание переноса |
| TST(B) | *057DD        | Проверка слова и установка флагов процессора C, V, Z, N по результатам такой проверки. |
| ROR(B) | *060DD        | Циклический сдвиг вправо |
| ROL(B) | *061DD        | Циклический сдвиг влево |
| ASR(B) | *062DD        | Арифметический сдвиг вправо |
| ASL(B) | *063DD        | Арифметический сдвиг влево |
| MARK | 0064NN        | Восстановление указателя стека (УС) |
| SXT | 0067DD        | Расширение знака |
| MTPS | 1064DD        | Запись слова состояния процессора (ССП) |
| MFPS | 1067DD        | Чтение ССП |
| MOV(B) | *1SSDD        | Пересылка |
| CMP(B) | *2SSDD        | Сравнение |
| BIT(B) | *3SSDD        | Проверка разрядов |
| BIC(B) | *4SSDD        | Очистка разрядов |
| BIS | *5SSDD        | Логическое сложение |
| XOR | 074RDD        | Исключающее ИЛИ |
| ADD | 06SSDD        | Сложение |
| SUB | 16SSDD        | Вычитание |
| BR | 0004XXX       | Ветвление безусловное |
| BNE | 0010XXX       | Ветвление, если не равно 0 |
| BEQ | 0014XXX       | Ветвление, если равно 0 |

- — Старший разряд кода этих команд является признаком байтовой команды. Если он равен 0, то команда производит операции с 16-разрядными словами, находящимися по чётным адресам. Если же этот разряд установлен в 1, то команда работает с байтами, расположенными по произвольному адресу, при этом младший байт 16-разрядного слова имеет чётный адрес, а старший — нечётный.

### Методы адресации
Операнд задаётся значениями SS (source — источник) и DD (destination — приёмник), при этом первая цифра задаёт режим адресации, а вторая — номер регистра общего назначения процессора. Например, если SS = 27, то 2 — это метод адресации, а 7 — номер регистра.
Процессор имеет 8 шестнадцатиразрядных регистров: R0, R1, R2…R7. При этом R0-R5 используются для хранения операндов команд. Регистры R6 и R7 имеют дополнительное специальное назначение, но все операции с ними происходят так же, как и с любым другим регистром
Регистр R6 выполняет роль указателя стека (SP, Stack Pointer) и содержит адрес вершины стека. Запись в стек обычно производится с применением автодекрементного способа адресации, а чтение — автоинкрементного. При выполнении ряда операций (обработке аппаратных и программных прерываний, а также вызове подпрограмм и возврате из них) процессор изменяет значение этого регистра определённым образом.
Регистр R7 является счётчиком команд (PC, Program Counter) и содержит адрес следующей команды, которую должен выполнить процессор. Запись числа в R7 равносильна переходу по указанному адресу.
Методы адресации:
| Цифра | Метод                     | Пояснение | Примеры                        |
| ----- | ------------------------- | --- | ------------------------------ |
| 0     | Регистровый               | Операндом является содержимое регистра. Например, команда 10304 (1SSDD) копирует содержимое регистра R3 в регистр R4 и записывается как MOV R3, R4.                       | 10102 MOV R1, R2               |
| 1     | Косвенно-регистровый      | Регистр содержит адрес операнда | 005011 CLR (R1) 005011 CLR @R1 |
| 2     | Автоинкрементный          | регистр содержит адрес операнда. Содержимое регистра после его использования в качестве адреса увеличивается на 2 (для команд над словами) или на 1 (для байтовых команд) | 005022 CLR (R2)+               |
| 3     | Косвенно-автоинкрементный | регистр содержит адрес адреса операнда. Содержимое регистра после его использования в качестве адреса увеличивается на 2                                                  | 005032 CLR @(R2)+              |
| 4     | Автодекрементный          | содержимое регистра уменьшается на 2 (для команд над словами) или на 1 (для байтовых команд) и используется как адрес операнда                                            | 005042 CLR -(R2)               |
| 5     | Косвенно-автодекрементный | содержимое регистра уменьшается на 2 и используется как адрес адреса операнда.                                                                                            | 005052 CLR @-(R2)              |
| 6     | Индексный                 | содержимое регистра складывается с числом, записанным после команды, и полученная сумма используется в качестве адреса операнда                                           | 005062 CLR 2(R2) 000002        |
| 7     | Косвенно-индексный        | содержимое регистра складывается с числом, записанным после команды и полученная сумма используется в качестве адреса адреса операнда                                     | 005072 CLR @22(R2) 000022      |

При адресации через регистр РС данные способы адресации называются специальным образом:
| Способ адресации       | Код | Пояснение | Примеры                                                |
| ---------------------- | --- | --- | ------------------------------------------------------ |
| непосредственный       | 27  | Операнд хранится в слове, следующем за командой. Фактически это автоинкрементный способ адресации с использованием регистра PC, то есть PC содержит адрес операнда, а это всегда адрес ячейки, следующей за командой. После происходит инкремент регистра на 2, что в случае использования PC равносильно «перепрыгиванию» на следующий адрес, через ячейку с данными, и число, хранящееся в ней, не исполняется как команда. | 012703 MOV #21, R3 000021 012700 MOV #IN,R0 xxxxxx IN: |
| абсолютный             | 37  | адрес операнда хранится в слове, следующем за командой | CLR @#7000 JMP @#BEN                                   |
| относительный          | 67  | содержимое РС складывается со словом, записанным в памяти за командой, и полученная сумма используется как адрес операнда. | JMP TV CLR 5554                                        |
| косвенно-относительный | 77  | содержимое РС складывается со словом, следующим за командой, полученная сумма используется как адрес адреса операнда. | CLR @MET INC @15342                                    |